# شهرستان شریدن (مونتانا)
شهرستان شریدن، مونتانا (به انگلیسی: Sheridan County, Montana) یک سکونتگاه مسکونی در ایالات متحده آمریکا است که در ایالت مونتانا واقع شده‌است.

## خصوصیات
شهرستان شریدن ۴٬۴۱۸٫۵۴ کیلومترمربع مساحت دارد.